# Herbert Scherzer
Herbert David Scherzer, Herbert Szercer (ur. 12 czerwca 1908 w Horodence, zm. 17 grudnia 1989 w Nowym Jorku) – polski aktor żydowskiego pochodzenia. 

## Życiorys
Zasłynął głównie z ról w przedwojennych żydowskich filmach i sztukach teatralnych w języku jidysz. W latach 1944–1945 przebywał w obozie koncentracyjnym KL Dachau, gdzie wraz z dziennikarzem Ernestem Landauem zainicjował powstanie obozowego kabaretu występującego w bloku nr 6. Po wyzwoleniu obozu znalazł się w Feldafing w Bawarii i zorganizował grupę aktorów, z którymi wystawił między innymi sztukę Everything Is O.K.. W kwietniu 1952 grupa artystyczna Scherzera zakończyła działalność, a on sam wyemigrował do Stanów Zjednoczonych. Został pochowany na New Montefiore Cemetery w West Babylon.

## Filmografia
- 1936: Za grzechy - jako narzeczony Racheli